# Кронье, Пит Арнольд
Пит Арнольд Кронье́ (африк. Piet Arnoldus Cronjé; 4 октября 1836, Колесберг — 4 февраля 1911, Почефструм) — южноафриканский политический деятель.

## Биография
Пит Арнольд Кронье родился в Капской колонии, но вырос в Трансваале.

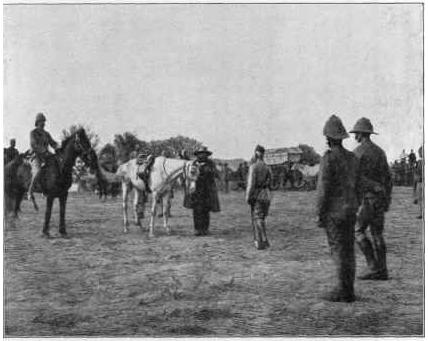
Пит Арнольд Кронье (1900)

Во время войны за независимость с Англией в 1877—1881 годах командовал отрядом бурской милиции и отличился в битве при Маюбе.
В 1896 году командовал силами буров, которые окружили отряд Джеймсона при Крюгерсдорпе и вынудил его к капитуляции.
Когда в 1899 году началась война с Англией, Кронье командовал корпусом из 6000 человек, расположенным на западе. Он проник на английскую территорию, осадил город Кимберли, но не мог его взять. 28 ноября 1899 года он разбил англичан под командой лорда Метуэна на реке Моддере, а 11 декабря при Магерсфонтейне, но в феврале 1900 года был окружен поблизости Паардеберга английскими войсками и 28 февраля должен был сдаться вследствие недостатка съестных припасов. Орудия в основном он успел закопать в землю.
Вместе с женой и всем штабом он был отправлен на остров Святой Елены, где и провёл более двух лет в плену. После заключения мира вернулся в Трансвааль.
Пит Арнольд Кронье умер 4 февраля 1911 года в Почефструме.

## В массовой культуре
Кронье является одним из героев немецкого пропагандистского фильма Дядюшка Крюгер (1941).